# Dewoitine D.21
O Dewoitine D.21 foi um caça francês com um único assento, trem de pouso fixo e cabine de pilotagem aberta, criada na década de 1920.

## Projeto e desenvolvimento
O protótipo foi um desenvolvimento do modelo D.12. A aeronave foi posteriormente fabricada sob licença na Suíça, pela Eidgenoessische Konstruktionswerkstaette (EKW), na Argentina, pela Fábrica Militar de Aviones' e na Checoslováquia, pela Škoda, onde ficou conhecido como Škoda D-1. Uma aeronave foi usada pela Turquia e era equipada com uma asa modificada, recebendo o nome de "Orhanelli".

## Histórico operacional
A Argentina adquiriu 7 aeronaves e produziu outras 58 sob licença. Um grande número de aeronaves também foi adquirida pela Turquia. A versão checoslovaca foi produzida entre os anos de 1928 e 1929, sendo produzidos 1 modelo e 25 aeronaves em série, sendo primeiramente utilizado pela Força Aérea Checoslovaca e posteriormente cinco aeronaves sendo adquiridas pela Četnické letecké hlídky (Patrulha Aérea Policial na Checoslováquia). As últimas unidades foram aposentadas em 1939.

### Operadores
- Argentina
  - Força Aérea Argentina
  - Armada Argentina
- Checoslováquia
  - Força Aérea Checoslovaca
  - Patrulha Aérea Policial
- França
  - Exército do Ar Francês
- Paraguai
  - Força Aérea Paraguaia
- Suíça 
  - Força Aérea Suíça
- Turquia
  - Força Aérea Turca

## Variantes
- Dewoitine D.21 C.1 - versão francesa produzida em série, sendo também produzida sob licença na Argentina, Suíça e Turquia.
- Škoda D-1 - versão produzida na Checoslováquia sob licença, somando 26 unidades. Diferenciava-se do modelo padrão por utilizar um motor Škoda L, armado com apenas duas metralhadoras Vickers na fuselagem.